# Polskie Radio 24

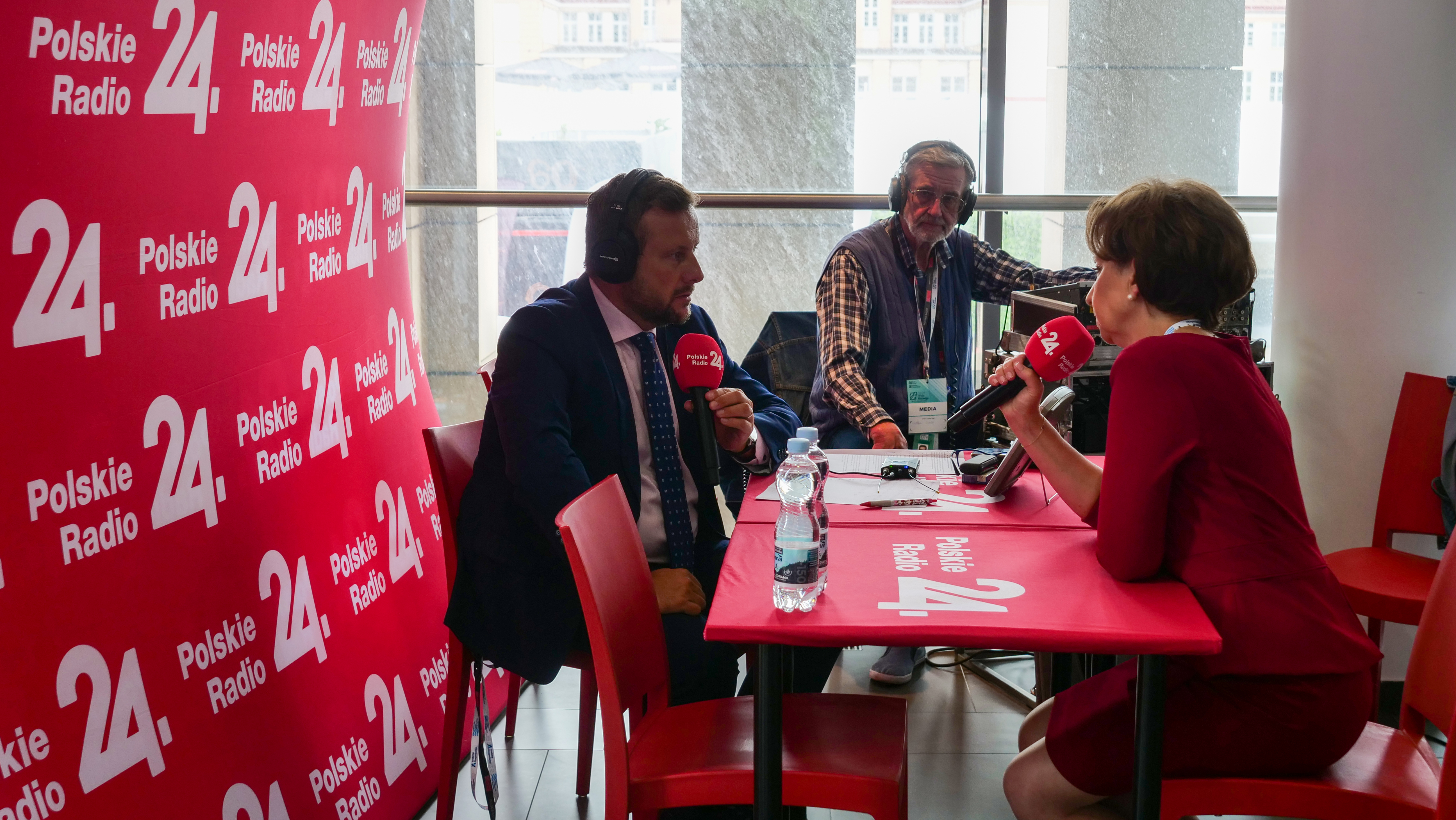
Adrian Klarenbach przeprowadza dla Polskiego Radia 24 wywiad z Marleną Maląg (2021)

Polskie Radio 24 – polska rozgłośnia radiowa założona w grudniu 2010 r. przez Informacyjną Agencję Radiową funkcjonującą w ramach Polskiego Radia. Nadaje m.in. serwisy informacyjne, rozmowy z politykami, zaproszonymi gośćmi, wypowiedzi ekspertów, reporterów i korespondentów zagranicznych.
Początkowo, stacja funkcjonowała wyłącznie jako radio internetowe, jednakże wraz z uruchomieniem w Polsce emisji radiofonii cyfrowej DAB+ 1 października 2013 stała się dostępna również naziemnie. Do czerwca 2016 roku radio wykorzystywało wydaną w celu emisji cyfrowej koncesję satelitarną.
Latem 2016 r. poinformowano o przekazaniu Polskiemu Radiu 24 częstotliwości analogowych Czwórki, której przekazano wykorzystywaną wcześniej koncesję satelitarną (programy Polskiego Radia nadawane drogą naziemną w czterech sieciach ogólnokrajowych UKF nie potrzebują koncesji, za to koncesje muszą posiadać dodatkowe stacje systemu DAB+). 1 września 2016 kilka sekund przed szóstą rano Polskie Radio 24 pojawiło się na częstotliwościach UKF i zmieniło nazwę na Program IV Polskie Radio 24 – jednakże na antenie prezenterzy używają nazwy skróconej, tożsamej z poprzednią. Od grudnia 2016 r. stacja jest dostępna w HbbTV.
Poza własnymi dziennikarzami stacja współpracuje z dziennikarzami i korespondentami IAR, członkami pozostałych redakcji Polskiego Radia, a także dziennikarzami rozgłośni regionalnych zrzeszonych w ramach Audytorium 17. Rozgłośnia zapewniała także warstwę informacyjną Radia Rytm, które transmitowało przez jakiś czas serwisy informacyjne nadawane w połowie godziny.
Od 20 grudnia 2023 p.o. Dyrektora - Redaktora Naczelnego stacji jest Grzegorz Frątczak, dotychczasowy prowadzący poranki w Polskim Radiu 24.

## Ramówka
Stacja między północą a szóstą rano nadaje własne krótkie serwisy informacyjne co trzydzieści minut (w dni powszednie; w weekendy i święta co godzinę) oraz powtórki wybranych wywiadów i audycji (o ile nie ma miejsca sytuacja wyjątkowa – całonocny program na żywo emitowany był na przykład podczas wyborów prezydenckich w Stanach Zjednoczonych w 2016 r.). W tygodniu program składa się z rozmów i wiadomości, wieczorami prezentowane są audycje tematyczne i podsumowanie dnia. W sobotę i niedzielę stacja oferuje audycje autorskie (między innymi wojskową, motoryzacyjną, ekumeniczną oraz traktującą o nowych technologiach, gospodarczą i sportową), jak również wydania Poranka i magazynu Północ-Południe. Codziennie o 22.35 Polskie Radio 24 retransmituje Kronikę sportową Programu Pierwszego Polskiego Radia.

## Odbiór analogowy – częstotliwości radiowe
- Biała Podlaska - 99,7 MHz[9]
- Białystok – 91,1 MHz[10]
- Bielsko-Biała – 96,4 MHz[9]
- Bielawa/Dzierżoniów – 103,5 MHz[11][9]
- Bydgoszcz – 96,2 MHz[10]
- Chełm – 100,2 MHz[9]
- Ciechanów – 95,5 MHz[10]
- Częstochowa – 98,9 MHz[10]
- Elbląg – 101,2 MHz[10]
- Gdańsk – 93,4 MHz[10]
- Gdynia – 100,6 MHz[9]
- Gniezno – 100,5 MHz[9]
- Gorzów Wielkopolski – 105,4 MHz[10]
- Grajewo – 89,7 MHz[9]
- Grudziądz – 104,8 MHz[10]
- Hrubieszów – 107,4 MHz[9]
- Iława – 104,8 MHz[10]
- Inowrocław – 90,0 MHz[10]
- Kalisz – 94,2 MHz[10]
- Kamieńsk – 102,0 MHz[9]
- Katowice – 95,9 MHz[10]
- Kędzierzyn-Koźle – 97,3 MHz[10]
- Kielce – 87,6 MHz[10]
- Kołobrzeg – 87,9 MHz[10]
- Konin – 90,3 MHz[9]
- Koszalin – 92,8 MHz[10]
- Kraków – 97,2 MHz[10]
- Kraśnik – 105,9 MHz[9]
- Krosno – 106,9 MHz[12]
- Krynica-Zdrój – 98,4 MHz[10]
- Kutno – 96,9 MHz[11]
- Kwidzyn – 104,8 MHz[10]
- Legnica – 103,3 MHz[10]
- Leszno – 107,9 MHz[10]
- Lębork – 107,5 MHz[10]
- Lubań (woj. dolnośląskie) – 90,6 MHz[10]
- Lublin – 99,0 MHz[10]
- Łobez – 100,6 MHz[10]
- Łomża – 105,2 MHz[9]
- Łódź – 107,3 MHz[10]
- Mielec – 93,9 MHz[10]
- Mława – 104,5 MHz[9]
- Nysa – 105,4 MHz[9]
- Olsztyn – 97,9 MHz[10]
- Opole – 100,8 MHz[10]
- Ostrołęka – 93,4 MHz[9]
- Ostrów Wielkopolski – 94,2 MHz[10]
- Ostrowiec Świętokrzyski – 103,5 MHz[10]
- Oświęcim – 92,0 MHz[9]
- Piła - 94,3 MHz[10]
- Płock – 99,7 MHz[9]
- Poznań – 100,2 MHz[10]
- Przemyśl – 91,0 MHz[9]
- Puławy - 98,5 MHz[9]
- Radom – 97,5 MHz[10]
- Rzeszów – 91,5 MHz[10]
- Siedlce – 97,4 MHz[10]
- Siemianowice Śląskie – 95,9 MHz
- Sieradz – 93,1 MHz[9]
- Skarżysko-Kamienna – 90,0 MHz[9]
- Słupsk – 106,8 MHz[10]
- Stalowa Wola – 97,7 MHz[10]
- Starachowice – 98,6 MHz[11]
- Stargard – 93,6 MHz[10]
- Suwałki – 88,7 MHz[11]
- Szczecin – 88,4 MHz[10]
- Świeradów-Zdrój – 90,6 MHz[9]
- Świnoujście – 93,5 MHz[9]
- Tarnobrzeg – 88,9 MHz[9]
- Tarnów – 99,9 MHz[10]
- Tczew – 99,4 MHz[9]
- Tomaszów Mazowiecki - 101,8 MHz[9]
- Toruń – 89,7 MHz[10]
- Wałbrzych – 94,3 MHz[10]
- Warszawa – 92,0 MHz[10]
- Włocławek – 102,8 MHz[9]
- Wrocław – 107,5 MHz[10]
- Zakopane – 103,8 MHz[10][13]
- Zamość – 95,3 MHz[10]
- Zielona Góra – 104,0 MHz[10]

Stacja nadaje głównie z nadajników mniejszej mocy, niż pozostałe stacje Polskiego Radia, w związku z czym mimo większej liczby nadajników niż pozostałe stacje pokrywa ok. 15 milionów ludzi. Część pozostałego obszaru kraju pokrywa emisja cyfrowa w systemie DAB+.